# Agitato Records
La Agitato Records è stata un'etichetta discografica indipendente italiana con sede a Roncade, in Veneto. È stata fondata nel 1998 da Nicolò Gasparini, leader dei Peter Punk. L'etichetta raccoglie gruppi punk rock, melodic hardcore, ska e hardcore punk italiani. La distribuzione dei dischi è stata affidata alla Venus.

## Storia
La Agitato Records fu fondata da Nicolò Gasparini dei Peter Punk nel 1998, al fine di produrre band di quella scena hardcore punk italiana che verrà poi denominata flower-punk. Il primo disco pubblicato dalla Agitato Records fu Fuori moda dei C.S.C.H., a cui seguì l'EP Pride And Glory dei Fuckin' Noise. Fu poi dello stesso anno la prima compilation dal titolo Great Time for Agitato Records, che riuniva band di peso della scena italiana come Gli Impossibili, i Derozer, i Germinale, i Crush!, Los Fastidios, i Punkreas e gli Shandon.
Nel 2000 l'etichetta pubblicò due album di debutto che divennero di grande popolarità: il primo fu l'album omonimo dei Peter Punk, inseritosi nei circuiti del flower-punk e definito da Stefano Gilardino come un "piccolo miracolo di vendite", con sonorità hardcore punk ruvide e quasi garage punk e testi dal sapore giovanilista e goliardico; il secondo fu invece Don't Waste Time dei Sun Eats Hours, che ebbe il merito di "aver fatto saltare centinaia e centinaia di ragazzi e di aver fatto conoscere all’estero l’altra faccia della musica italiana". Dello stesso anno fu poi l'EP d'esordio degli OJM intitolato Extended Playing, che apriva il catalogo dell'etichetta a sonorità decisamente più stoner rock e rock psichedelico.
Nella compilation Astropunkers 2000 band ormai di risonanza nazionale della scena flower-punk come Shandon, Porno Riviste e Los Fastidios e band hardcore di prima generazione come i Raw Power venivano accostate a band di debutto della seconda ondata come Peter Punk, C.S.C.H., Fuckin' Noise. In Punk Generation Vol. I, dello stesso anno, l'etichetta tentava di mappare l'intera scena del nuovo hardcore melodico italiano di fine anni Novanta/inizio anni Duemila in un doppio CD. Sempre nel 2000 inoltre pubblicano il primo lavoro del gruppo stoner rock OJM, l'EP Extended Playing.
Nel 2001, su interessamento di Ilich Rausa di Rude Records, i Sun Eats Hours ottengono che un loro brano venga inserito in una compilation di Rock Sound: grazie alla fama ottenuta la band viene contattata per aprire le date italiane del tour degli Offspring; questa notorietà li porta a condividere il palco con altri artisti internazionali e ottenere fama da varie recensioni su riviste specializzate.
Il 2002 fu l'anno del secondo volume della compilation Punk Generation. Nello stesso anno uscì l'album di debutto dei Latte+ intitolato Guerriglia urbana, che ottenne un discreto successo divenendo uno dei brani-manifesto del flower-punk di quegli anni anche grazie al videoclip in rotazione su Rock TV. Will, secondo album dei Sun Eats Hours, aprì al mercato svizzero con un ottimo numero di vendite tra Italia ed Europa; su questa scia di successo in estate il gruppo aprì ai Vandals e parteciparono all'Anti Tour Festival insieme ad importanti band della scena punk rock. Sempre nel 2002 continua il supporto dell'etichetta ai Peter Punk, sempre più di punta nel panorama punk contemporaneo, dei quali pubblica Ruggine?.
Nel 2003 l'etichetta ha ristampato l'album di esordio dei Forty Winks, To the Lonely Hearts.
Dello stesso anno fu la raccolta dei Peter Punk dal titolo Sarò pornostar! e del 2004 l'album XI.
L'etichetta ha chiuso nel 2004 in seguito allo scioglimento dei Peter Punk, band del proprietario Nicolò Gasparini.

## Artisti
- 16 Valvole
- Airway
- BeerBong
- C.S.C.H.
- Forty Winks
- Fuckin' Noise
- La Ghenga del Fil di Ferro
- L'Amico di Martucci
- Latte+
- Meat for Dogs
- Moravagine
- OJM
- Peter Punk
- Psiche 4
- Scacciapensieri
- Seed'n'Feed
- Sottozero
- Sun Eats Hours
- Tony Town

## Discografia parziale

### Catalogo parziale
| Numero di catalogo | Anno | Interprete          | Titolo                         |
| ------------------ | ---- | ------------------- | ------------------------------ |
| AGT 001            | 1998 | C.S.C.H.            | FuoriModa                      |
| AGT 002            | 1998 | Fuckin' Noise       | Pride And Glory                |
| AGT 003            | 1998 | L'Amico di Martucci | L'Amicodimartucci              |
| AGT 004            | 1999 | AA.VV.              | Great Time For Agitato Records |
| AGT 005            |      |                     |                                |
| AGT 006            | 1999 | 16 Valvole          | Skazzi E Tensione              |
| AGT 007            |      |                     |                                |
| AGT 008            |      |                     |                                |
| AGT 010            | 2000 | Peter Punk          | Peter Punk                     |
| AGT 011            | 2000 | AA.VV.              | Punk Generation vol.1          |
| AGT 012            |      |                     |                                |
| AGT 013            |      |                     |                                |
| AGT 014            |      |                     |                                |
| AGT 015            |      |                     |                                |
| AGT 016            |      |                     |                                |
| AGT 017            |      |                     |                                |
| AGT 018            | 2002 | Sun Eats Hours      | Will                           |
| AGT 019            |      |                     |                                |
| AGT 020            | 2002 | Peter Punk          | Ruggine?                       |
| AGT 021            |      |                     |                                |
| AGT 022            |      |                     |                                |
| AGT 023            |      |                     |                                |
| AGT 024            | 2002 | Forty Winks         | To the lonely hearts           |
| AGT 025            | 2002 | AA.VV.              | Punk Generation vol.2          |
| AGT 026            |      |                     |                                |
| AGT 027            | 2004 | Seed'n'Feed         | Modulo 25                      |
| AGT 028            | 2003 | Peter Punk          | Sarò pornostar                 |
| AGT 029            |      |                     |                                |
| AGT 030            |      |                     |                                |
| AGT 031            |      |                     |                                |
| AGT 032            |      |                     |                                |
| AGT 033            | 2004 | Meat for Dogs       | La fine delle favole           |

### Compilation
- 1999 – Great Time for Agitato Records
- 2000 – Astropunkers 2000
- 2000 – Punk Generation vol.1
- 2002 – Punk Generation vol.2
- 2003 – San Tommaso vol. 1